# Johann von Österreich

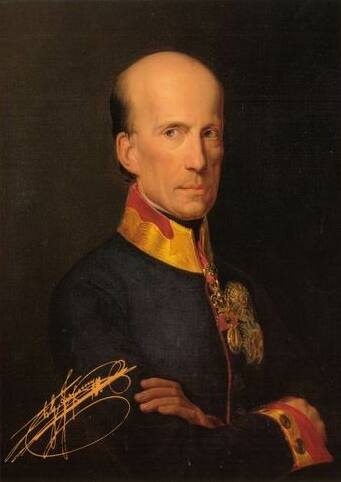
Erzherzog Johann von Österreich (Gemälde von Leopold Kupelwieser, um 1840). Johanns Unterschrift:

Erzherzog Johann Baptist Josef Fabian Sebastian von Österreich (* 20. Jänner 1782 in Florenz; † 11. Mai 1859 in Graz) war ein Mitglied des Hauses Habsburg, Bruder von Kaiser Franz I., österreichischer Feldmarschall und in der Revolutionszeit von 1848/1849 deutscher Reichsverweser. Im Herzogtum Steiermark war er ein halbes Jahrhundert Förderer und Modernisierer von Industrie, Landwirtschaft, Eisenbahnwesen und Kultur- und Bildungswesen.

## Leben

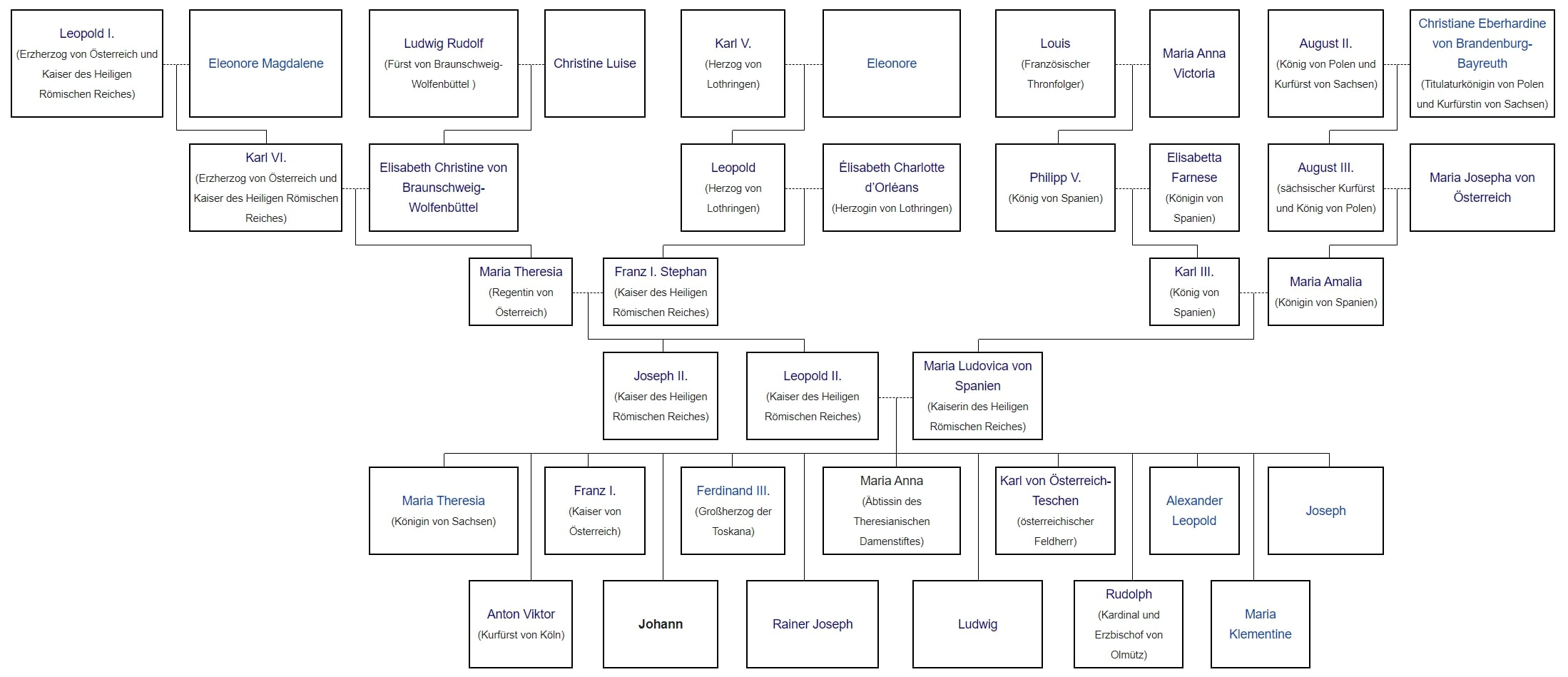
Stammbaum von Johann

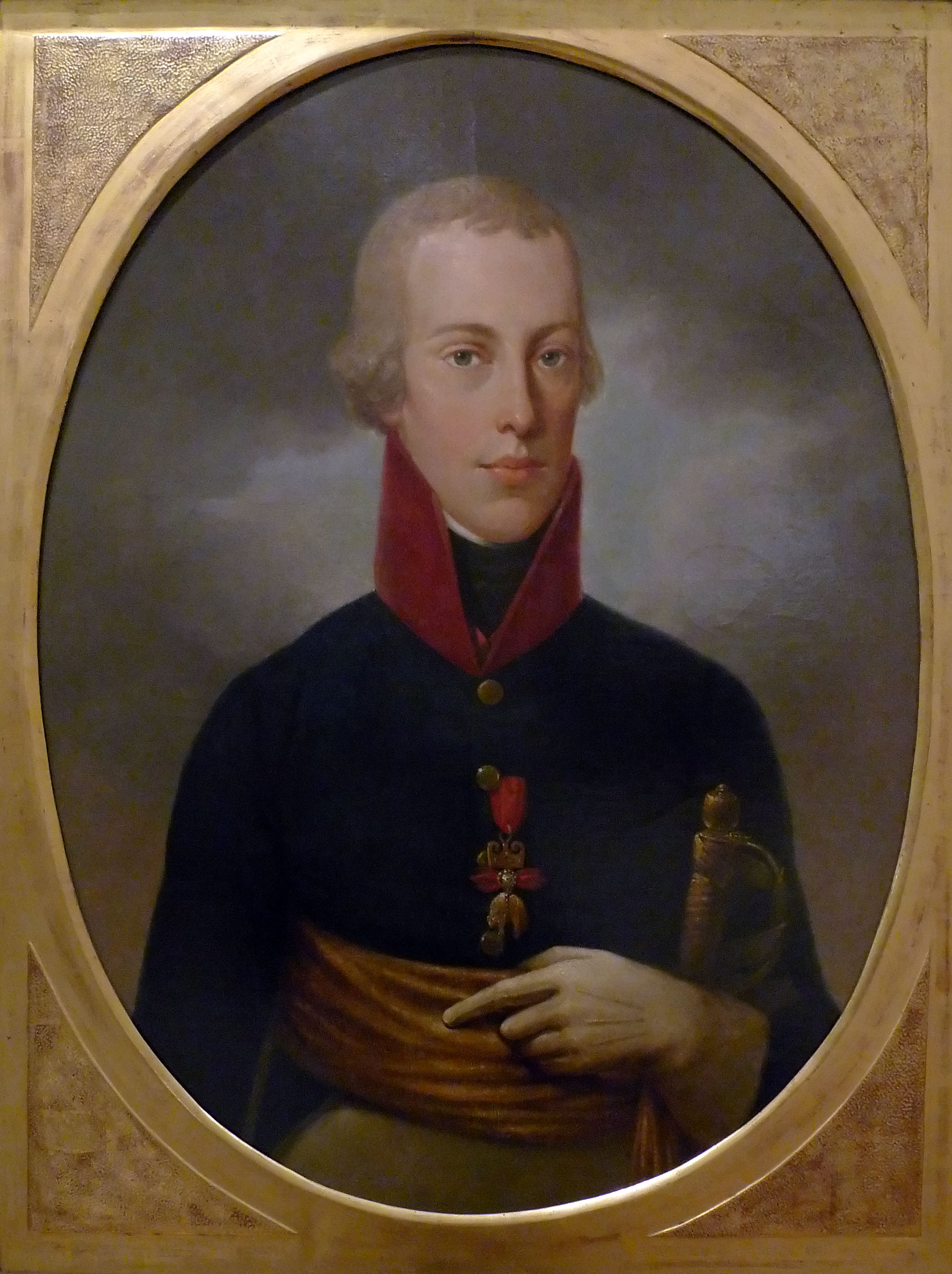
Johann um 1805 im Alter von etwa 18 Jahren (Heeresgeschichtliches Museum).

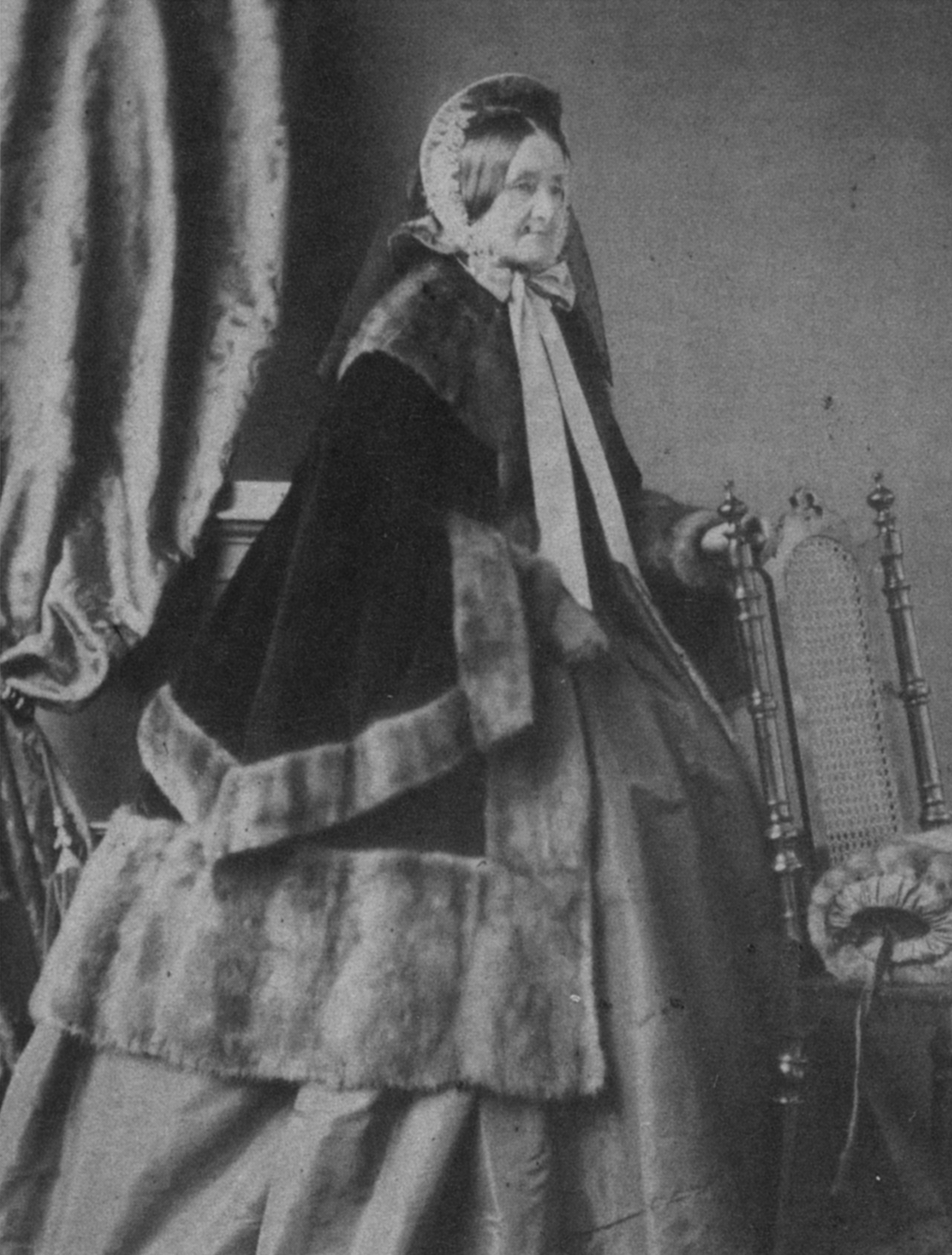
Anna Plochl, Fotografie von 1860

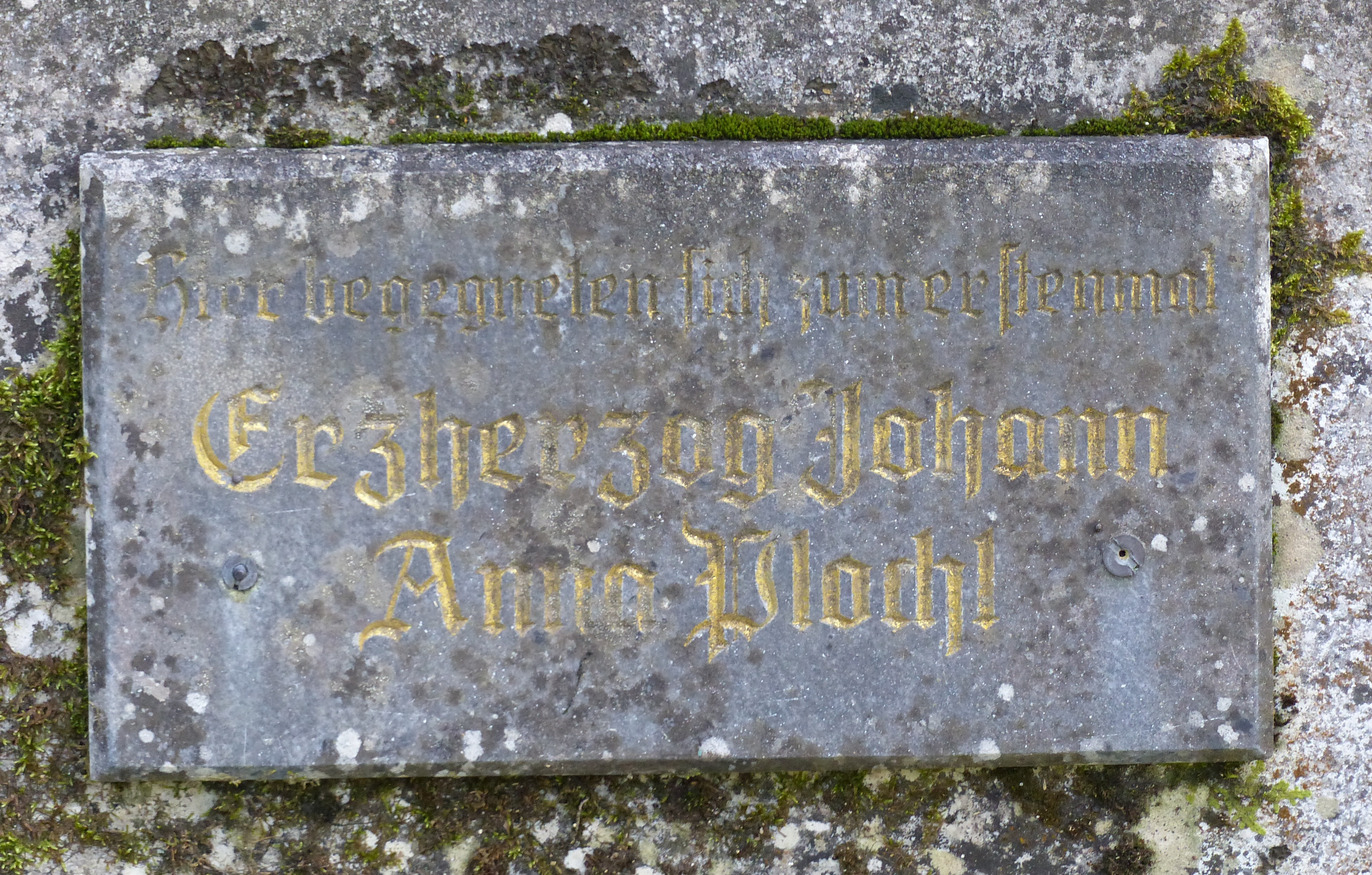
Gedenkstein am Toplitzsee mit der Inschrift: „Hier begegneten sich zum erstenmal Erzherzog Johann Anna Plochl“

Johann war das 13. Kind und der neunte Sohn des Großherzogs Leopold von Toskana, des späteren Kaisers Leopold II., und dessen Gattin Maria Ludovica von Spanien. Den für einen Habsburger eher ungewöhnlichen Namen Johann erhielt er zu Ehren von Johannes dem Täufer, dem Stadtpatron von Florenz. Auch waren die Taufpaten keine Verwandten aus dem Hochadel, sondern der Florentiner Bürger Giovanni Filippo Barelai, genannt Barchettone, und ein ungenannter Kapuziner.
Die erste Sprache, die er erlernte, war Italienisch; anschließend Französisch und erst in der Folgezeit Deutsch und schließlich Latein. Bereits als Jugendlicher zeigte er großes Interesse an den Alpenländern, bestärkt und beeinflusst durch den Historiker Johannes von Müller, der ihn unterrichtete. Geschichte, soziale Fragen, Militär- und Naturwissenschaften faszinierten und beschäftigten ihn sein Leben lang. Er sammelte Mineralien, war Alpinist und Jäger, Landwirt, Weinbauer, Industrieller und Mäzen.
Frühestens 1818 konnte er sich die Prachtdraisine (von wohl Anton Burg in Wien) beschaffen, sie gehört heute dem Universalmuseum Joanneum in Graz.
1819 traf Johann im Alter von 37 Jahren am Westufer des steirischen Toplitzsees zum ersten Mal auf die damals 15-jährige Ausseer Postmeisterstochter Anna Plochl. Am 18. Februar 1829 heiratete er sie zu mitternächtlicher Stunde in der hauseigenen Kapelle auf dem Brandhof in Gußwerk bei Mariazell. Wegen der Ehe mit einer Bürgerlichen musste Johann hinnehmen, dass er von der Thronfolge ausgeschlossen wurde und seine Nachkommen keinen Adelstitel tragen sollten. Im Jahre 1834 zeigte sich Kaiser Franz I. gnädig und verlieh Anna, der Frau seines Bruders, den Titel „Freifrau von Brandhofen“, womit sie in einen niedrigen Adelsstand erhoben wurde. Der einzige Sohn aus dieser Ehe und Erbe des Erzherzogs, Franz, wurde 1839 geboren. Dem Vater gelang es, bei Metternich 1845 für den Sohn den vererbbaren Titel „Graf von Meran“ durchzusetzen. Erst fünf Jahre nach dieser Nobilitierung ihres Sohnes wurde Johanns Ehefrau von Kaiser Franz Joseph I. zur „Gräfin von Meran“ ernannt.

Erzherzog Johann im Alter von etwa 64 Jahren (Lithographie)

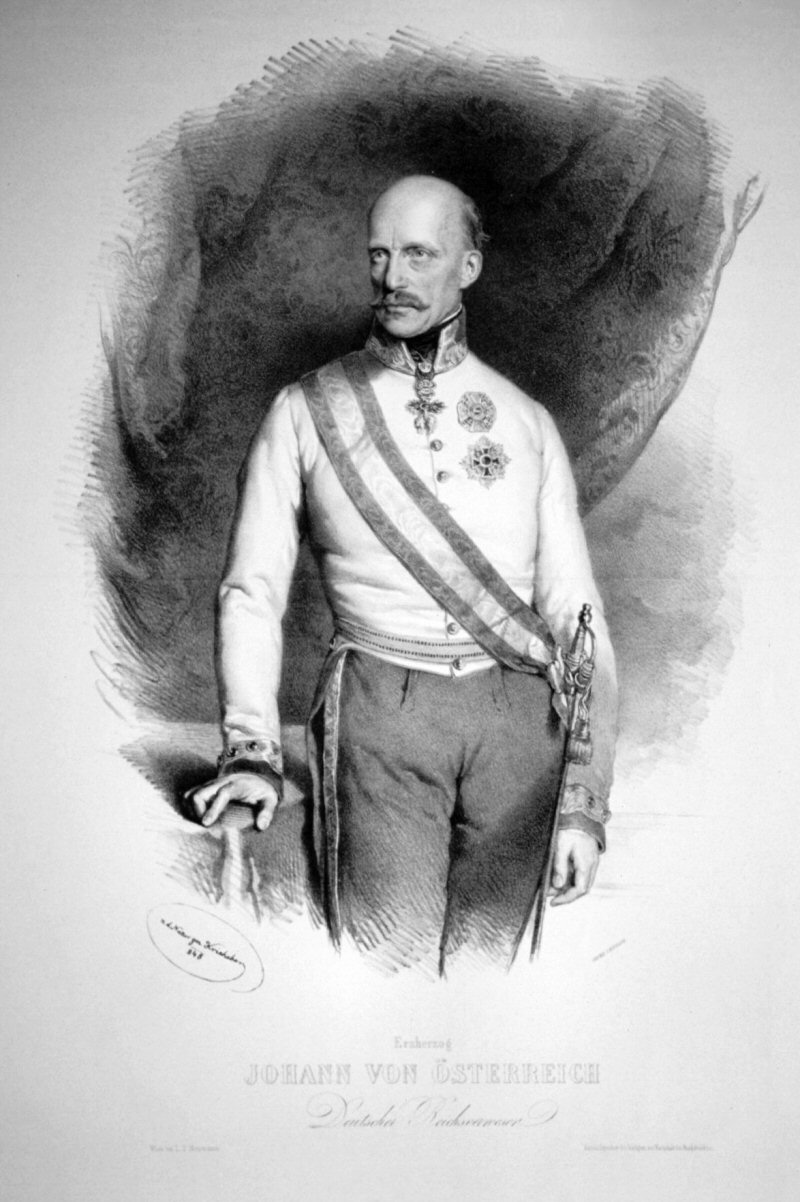
Erzherzog Johann als Reichsverweser; Lithographie von Joseph Kriehuber, 1848

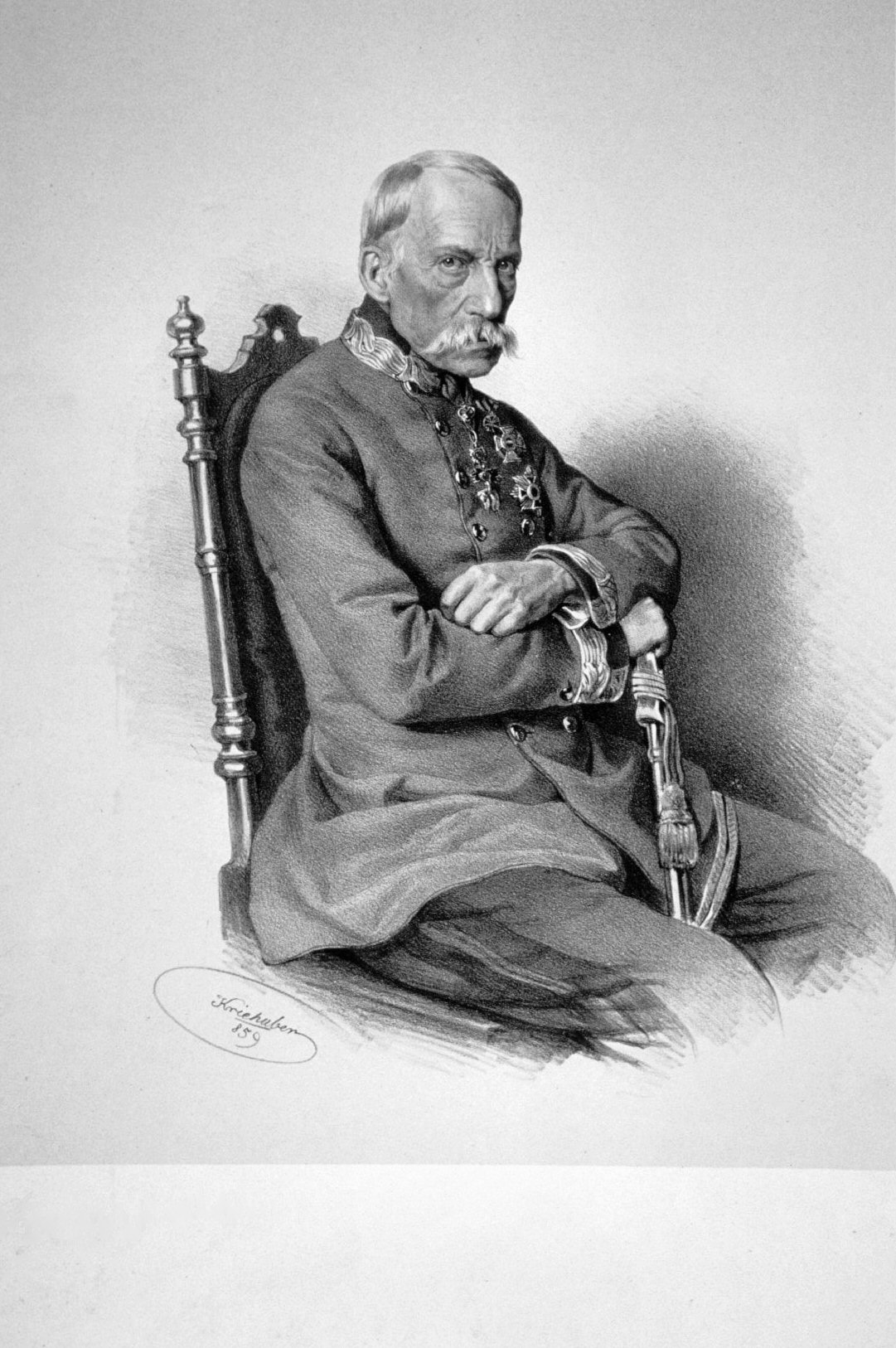
Erzherzog Johann von Österreich (Lithographie von Josef Kriehuber, 1859)

Nach der Geburt des Sohnes Franz wurde Graz allmählich zum zentralen Sitz der Familie. Schon 1828 hatte Johann ein Haus und einige Parzellen im Grazer Stadtteil St. Leonhard angekauft. Dort wurde Jahre später das Palais Meran errichtet und 1843 von der Familie bezogen. Von nur diesem einen ehelichen Sohn (Franz Graf von Meran (1839–1891) ⚭ Theresia, geborene Gräfin von Lamberg (1836–1913)) gibt es – beziehungsweise gab es – bis heute über 900 Nachkommen des „steirischen Prinzen“.
Obwohl Johann sich selbst als Nichtliberalen bezeichnete, so hatte er doch ein bestimmtes liberales Gedankengut. Mit dem Habsburger Hof stand er oft im Konflikt. Diese Konflikte nahmen zu, nachdem er seine Absicht kundgetan hatte, eine Bürgerliche zu heiraten. In seinen Briefen und Aufzeichnungen kommt öfters seine Meinung zum Ausdruck, dass sich der Hof in Wien und auch die adeligen Grundherren zu wenig um die Anliegen und Probleme der einfachen Menschen kümmerten. Letztlich ist er aber doch dem Kaiserhof gegenüber immer loyal geblieben. Er heiratete Anna Plochl auch erst, nachdem er von seinem kaiserlichen Bruder dazu die Genehmigung erhalten hatte, obwohl ihn dieser sechs Jahre lang auf diese Zustimmung warten ließ.
Erzherzog Johann starb im 78. Lebensjahr am 11. Mai 1859 um 9 Uhr an einer Lungenentzündung. Er wurde am 14. Mai 1859 in Graz bestattet und erst am 21. Juni 1869 in das inzwischen fertiggestellte Mausoleum bei Schloss Schenna überführt, einem Ansitz der Grafen von Meran in Schenna bei Meran (Südtirol). Das Schloss hatte er 1844 gekauft und sein Sohn, Franz Graf von Meran, ließ das Mausoleum als letzte Ruhestätte erbauen.

## Militärische Laufbahn
Obwohl für die militärische Laufbahn bestimmt, entwickelte Johann schon früh vielseitige Interessen, insbesondere für Natur, Technik und Landwirtschaft, denen er auch während seiner militärischen Engagements nachging. Am 22. Juli 1795 wurde er zum Generalmajor befördert und zum Oberst-Inhaber des Dragoner-Regiment Nr. 26 ernannt.
Im Zweiten Koalitionskrieg übernahm Johann im August 1800 anstelle von Feldzeugmeister Kray den Oberbefehl des kaiserlichen Heeres in Süddeutschland. Er drang in Bayern ein, erreichte einen Erfolg bei Ampfing (1. Dezember), wurde aber zwei Tage später in der Schlacht bei Hohenlinden (3. Dezember) von General Moreau schwer geschlagen. Bei der Schlacht am Walserfeld am 12. bis 14. Dezember 1800 konnte er über einen Teil der französischen Rheinarmee (verst. I. Korps Lecourbe) im Raum Wals – Siezenheim – Saalachspitz einen vollständigen Sieg erringen, musste jedoch aufgrund der Bedrohung durch die Masse der französischen Truppen unter Jean-Victor Moreau aus dem Norden das Gefecht abbrechen und den Rückzug nach Osten antreten. Der Friede von Lunéville (9. Februar 1801) beendete den Krieg, worauf ihn sein Bruder Erzherzog Karl zum Generaldirektor des Genie- und Festungswesens berief. General-Genie-Direktor blieb er noch bis 1849. Nach seiner am 30. März 1801 erfolgten Beförderung zum Feldmarschallleutnant wurde er auch zum Direktor der Wiener Ingenieurakademie und der Militärakademie in Wiener Neustadt ernannt.
Im Koalitionskrieg von 1805 sollte er zunächst die Tiroler Landmiliz in Innsbruck organisieren, musste aber nach seiner Beförderung zum General der Kavallerie Anfang September auf kaiserlichen Befehl die von Erzherzog Karl in Italien kommandierte Armee übernehmen. 1808 organisierte er in Tirol und Innerösterreich die Landwehr für den Volkskrieg gegen Napoleon und förderte 1809 den Tiroler Freiheitskampf Andreas Hofers gegen Bayern und Franzosen.
Anfang April 1809 übernahm er den Oberbefehl über die Südarmee in Italien und führte zwei Korps gegen den dortigen französischen Vizekönig Eugène de Beauharnais in die venetianische Tiefebene. Am 13. April zogen seine Truppen in Udine ein und überraschten am 15. die feindliche Nachhut bei Pordenone. Schließlich besiegte er die Truppen des Vizekönigs am 16. April in der Schlacht von Sacile. Die Niederlagen der Hauptarmee in Bayern zwangen ihn jedoch über Kärnten zum Rückzug in die Steiermark. Auf seinen Befehl hin wurden im Mai 1809 die Festungen in Malborgeth durch Hauptmann Hensel, am Predil-Pass durch Hauptmann Hermannsdorf und der Grazer Schloßberg durch Major Hackher verteidigt. Erzherzog Johann konnte Graz nicht halten, vereinigte seine Truppen mit ungarischen Reserven im Raum Körmend und versuchte sein Korps der Hauptarmee unter Erzherzog Karl über Preßburg zuzuführen. Am 14. Juni durch die verfolgenden Truppen unter Beauharnais eingeholt und in der Schlacht bei Raab schwer geschlagen, konnte er nicht mehr rechtzeitig zur entscheidenden Schlacht bei Wagram eintreffen. Nachdem die Hauptarmee an den Fürsten Johann von Liechtenstein überging, verlor Johann zwar sein aktives Feldkommando, erhielt aber wenigstens das Großkreuz des Maria Theresien-Ordens zuerkannt.
Nach dem Wiener Kongress leitete Johann ab Juni 1815 noch die Einschließung der Festungen im oberen Elsass und die Belagerung und Bestürmung der Vauban-Festung Hüningen gegenüber von Basel, die sich nach elf Tagen Beschuss am 26. August 1815 zur großen Freude der Basler Bürger ergab. Die Festung wurde danach auf Bitte der Basler Bürger geschleift. Seiner Tagebuchaufzeichnung vom 28. Juli 1815 ist sein Mitgefühl mit dem unterlegenen Feind und seine Kriegsmüdigkeit zu entnehmen: „Möchte doch das ewige Kriegen einmal enden; welche herrliche Welt, wenn die Menschen sich Gutes täten …“
Die am 17. September 1836 ehrenhalber durch den neuen Kaiser Ferdinand ausgesprochene Ernennung zum Feldmarschall schloss seine militärische Karriere ab.

## Tirol (1800–1813)
Johann kam im September 1800 erstmals nach Tirol und damit begann „jene unveränderliche und unerschütterliche Liebe, welche diesem Land erwiesen und die von demselben treu erwidert wurde, […] und welche ich mit ins Grab nehmen werde.“ In Scharnitz lernte er den Freiherrn Josef von Hormayr kennen. Hormayr stand mit an der Spitze des späteren Tiroler Volksaufstands und im engsten Kontakt mit Andreas Hofer und mit dem Kaiserhaus in Wien. Ab 1805 organisierte Johann mit unumschränkter Vollmacht des Kaisers das Landesverteidigungswesen in Tirol. Nach dem Frieden von Preßburg am 26. Dezember 1805 musste Österreich allerdings Tirol und Vorarlberg an Bayern abtreten. Johann blieb aber weiterhin mit Hormayr in engstem Kontakt, der von Wien aus in Tirol einen Gebirgs- und Volkskrieg mit Andreas Hofer gegen die als schikanös empfundene bayrische Besatzung vorbereitete, der 1809 ausbrach und nach mehreren Schlachten mit einer Niederlage der Aufständischen und der standrechtlichen Erschießung Andreas Hofers endete.
1812 überzeugte Hormayr Johann von neuen Aufstandsideen. Im Alpenbund sollten alle Alpenländer zu einem Volksaufstand gegen Napoleon aufgerufen werden. Da sich das Kaiserreich Österreich nach dem Frieden von Schönbrunn unter der Führung von Kaiser Franz I. von Österreich und dem ab 1809 die Politik wesentlich mitbestimmenden Metternich mit Napoleon gezwungenermaßen ausgesöhnt hatte und vorübergehend mit ihm verbündet war, mussten die Vorbereitungen für den Volksaufstand auch gegenüber dem Kaiserhaus geheim bleiben. Aber der Alpenbund wurde verraten und Johann als Möchtegern-König eines „Reiches Rätien“ denunziert. Hormayr wurde 1813 verhaftet und musste eine Festungshaft verbüßen. Dem Erzherzog Johann wurde von seinem Bruder – Franz I. – verboten, Tirol zu betreten. Dieses kaiserliche Verbot wurde erst 1833 aufgehoben. Was blieb, war eine lebenslange Feindschaft Johanns gegenüber Metternich, den er für seine politische „Ausschaltung“ mitverantwortlich machte.

## Thernberg (1807–1828)
1807 erwarb Johann Besitz in Thernberg im Süden von Niederösterreich. Er blieb über einundzwanzig Jahre Besitzer von Schloss und Herrschaft Thernberg. Hier führte er erste landwirtschaftliche Versuche durch, legte Versuchsgärten für den Obstbau an, und begann mit seinen umfangreichen Sammlungen, die später den Grundstock des Grazer Joanneums bildeten. Er suchte als „Hanns von Österreich, der Thernberger“, die Geselligkeit in der „Wildensteiner Ritterschaft auf blauer Erde“ auf der Burg Seebenstein. Thernberg war für den Erzherzog in den Jahren 1810 bis 1820 auch ein Ort des Rückzugs, um militärische und politische Niederlagen zu verarbeiten und sich den Intrigen des Wiener Hofs zu entziehen, seine Gedanken zu sammeln und neue Ideen aufzugreifen. 1828 verkaufte er seinen Besitz in Thernberg wieder.

## Wirken in der Steiermark (1807–1859)
In der Steiermark ging Johann als der große Modernisierer in die Geschichte ein und wurde für viele Steirer zur Identifikationsfigur. Alle seine Initiativen und Maßnahmen in der Steiermark machte Johann ausschließlich als Privatmann und in keiner öffentlichen Funktion. Nur seine vielfältigen Beziehungen und seine Argumentations- und Überzeugungskraft ermöglichten ihm die erfolgreiche Umsetzung seiner fortschrittlichen Ideen.
Seine Volksverbundenheit äußerte sich in engen Kontakten zu den Menschen, seinem Interesse an den Bewohnern des Landes und ihren Bedürfnissen und Fähigkeiten und der Förderung der materiellen und geistigen Kultur der Steiermark. Er wollte, dass seine Gesinnung auch nach außen zum Ausdruck kommen sollte, und machte den grauen, grün besetzten Lodenrock der Obersteirer, der vor allem von den Jägern getragen wurde, zu seinem Kleidungsstück, dem Steirerrock, aus dem in weiterer Folge der Steireranzug hervorging. Genaue Kenntnis des Landes, der Bewohner sowie der Leistungen der öffentlichen Einrichtungen erlangte Johann durch statistische Landesaufnahmen. Darauf baute und begründete er seine wirtschaftlichen und sozialen Reformen. Angeregt durch eine von Johann veranlasste volkskundliche Umfrage des Joanneums, verfasste der in Fohnsdorf tätige Beamte Johann Felix Knaffl 1813 eine ausführliche Beschreibung von Landschaft und Volksleben seiner engeren Heimat und schuf damit eine unschätzbare volkskundliche Quelle, die so genannte „Knaffl-Handschrift“. Eine weitere Befragung wurde 1836 von Erzherzog Johanns Mitarbeiter Georg Göth bearbeitet, ausgesendet und schlussendlich auch ausgewertet. Die Kammermaler des Erzherzogs, vor allem Thomas Ender, Jakob Gauermann, Johann Knapp, Matthäus Loder, Karl Ruß und Ludwig Ferdinand Schnorr von Carolsfeld, schufen wertvolle Kulturdokumente. Sie hielten steirische und alpine Motive und Szenen aus dem Leben des Erzherzogs in ihren Bildern fest. Weiters schufen sie zahlreiche Illustrationen von Trachten und der Mode sowie der Arbeitswelt und der Alpenflora.

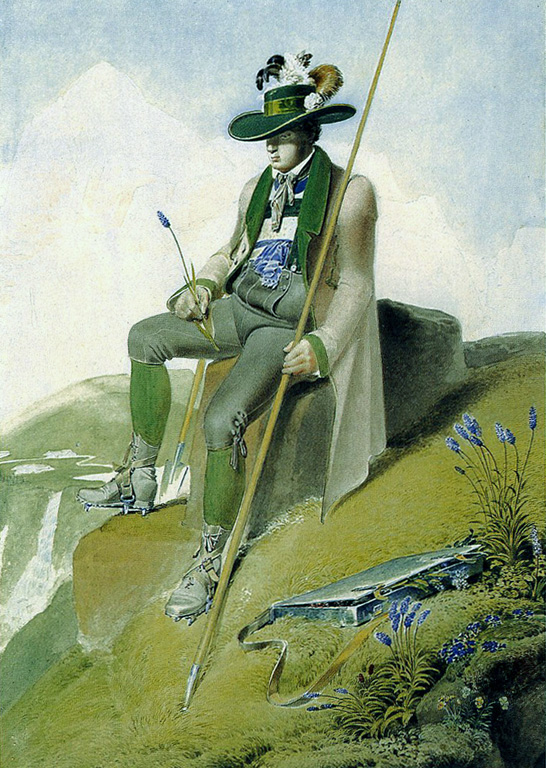
Johann Zahlbruckner

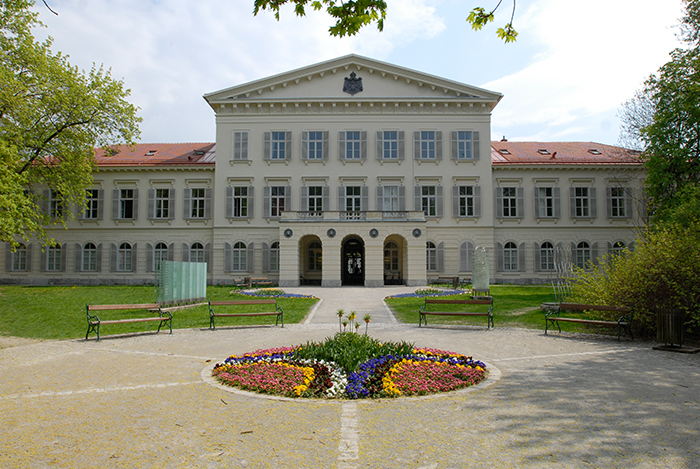
Palais Meran in Graz, heute: Teil der Kunstuniversität Graz

Auch die Erschließung der Ostalpen erhielt durch Erzherzog Johann neue und entscheidende Impulse. Im Laufe seines Lebens, das er zum Großteil in den Bergländern Steiermark, Tirol und Salzburg verbrachte, bereiste und erwanderte er die meisten österreichischen Gebirgsgruppen. Im Jahr 1807 besichtigte er den Savica-Wasserfall in Slowenien; ein Denkmal erinnert dort an seinen Besuch. Große Touren ließ Johann von bergerfahrenen Vertrauten sorgfältig vorbereiten. Auf vielen dieser Touren begleitete ihn sein Sekretär Johann Zahlbruckner. Fast immer war auch einer seiner Kammermaler dabei, die den Auftrag hatten, die Gebirgslandschaften, aber auch das bäuerliche Alltagsleben bildlich festzuhalten.
1811 legte Johann den Grundstein für das Joanneum in Graz, den Vorläufer für die Technische Universität. Aber auch weitere Gründungen beruhten auf den Anregungen Erzherzog Johanns, so zum Beispiel:
- die Steiermärkische Landesbibliothek (1811)
- das Steiermärkische Landesarchiv (1817)[22]
- die Steiermärkische Landwirtschaftsgesellschaft (1819)
- die Steiermärkische Sparkasse (1825), Zitat: „(…) daß mit der Verwirklichung des Sparkassengedankens nicht nur die althergebrachten Mittel des Zwanges und der Bevormundung durch den Staat in der Wirtschaft beseitigt, sondern darüber hinaus auch die Voraussetzungen dafür geschaffen werden, die als Folge der napoleonischen Kriege daniederliegende Wirtschaft wieder aufzurichten und die am Beginn des Maschinen-Zeitalters in unvorstellbarer Armut lebenden weiten Teile der Bevölkerung aus ihrer sozialen Not herauszuführen“[23]
- die Berg- und Hüttenmännische Lehranstalt (1840) in Vordernberg (ab 1849 nach Leoben übergesiedelt, heute Montanuniversität)
- die Wechselseitige Brandschadenversicherungsanstalt
- die Landesoberrealschule (1845)
- der Historische Verein für Steiermark (1850)

Seine soziale Gesinnung und seine Verbundenheit mit der einfachen Bevölkerung zeigte sich schon in den Jahren 1816 und 1817, in denen es in der Steiermark zu einer Hungersnot kam und er in den Notstandsgebieten persönlich Kartoffeln verteilte und die hungernde Bevölkerung ermutigte, diese anzubauen. Die Aufgabe der von Johann 1819 gegründeten Steiermärkischen Landwirtschaftsgesellschaft war es, die Bauern zu Neuerungen und Verbesserungen anzuspornen, um ihre wirtschaftliche Lage zu verbessern. Dies ging über die Verbreitung neuer Methoden für die Viehzucht, den Obstbau und den Ackerbau und die Bekanntmachung neuer Samen und Sorten bis zur Rationalisierung der Anbau- und Erntemethoden. Bei der Gründungsversammlung wurde Erzherzog Johann zum Präsidenten gewählt, ein Amt, das er bis zu seinem Tod ausübte. Wie wichtig dem Erzherzog diese Initiative war, zeigt, dass er an den Sitzungen der in der ganzen Steiermark entstandenen fast 50 Filialen nach Möglichkeit mindestens einmal jährlich teilnahm. Die Landwirtschaftsgesellschaft war die Vorgängerorganisation der 1929 entstandenen Steirischen Landwirtschaftskammer.

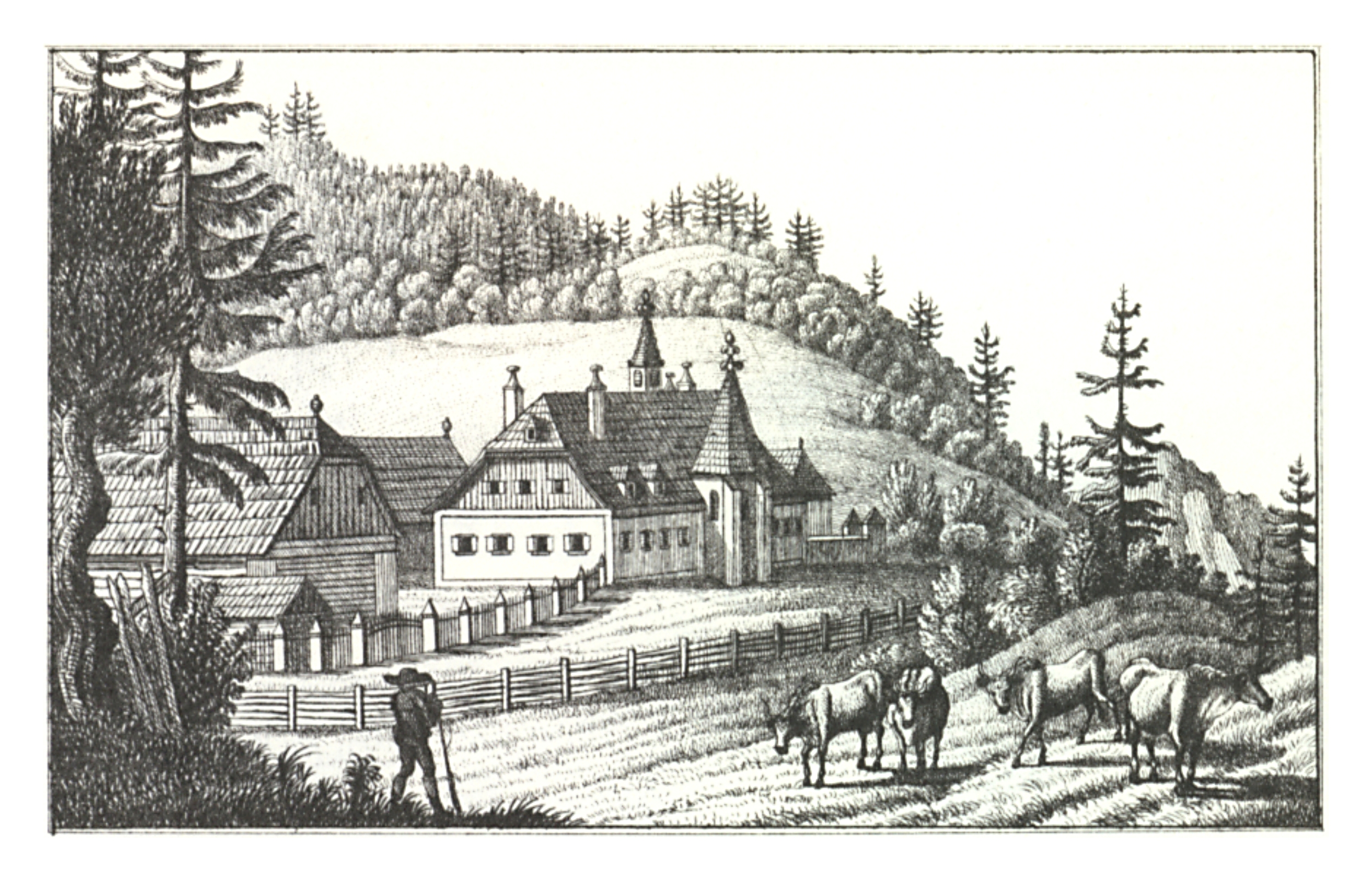
Der Brandhof um 1820, S. Kölbl, Lith. Anstalt J. F. Kaiser, Graz

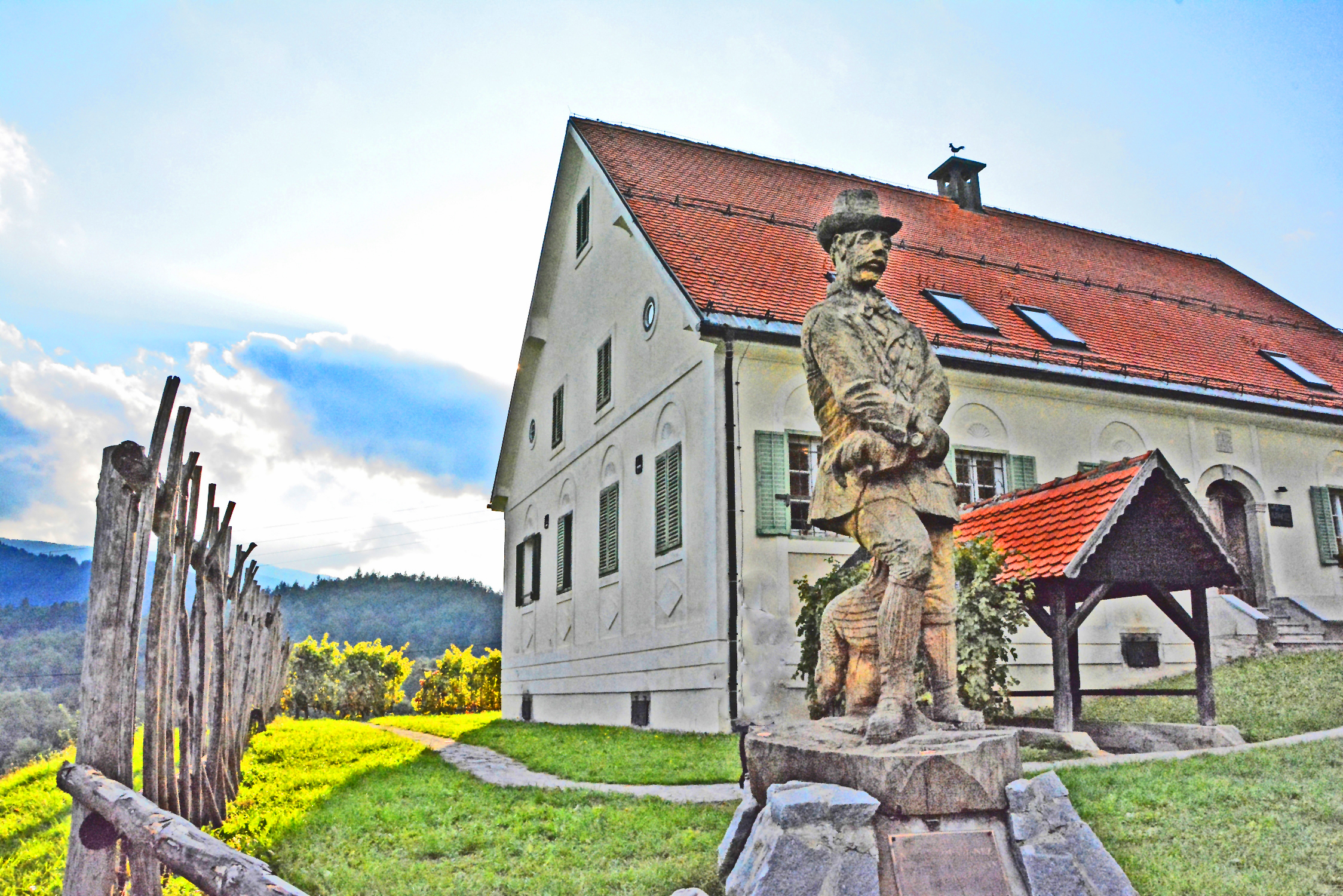
Weingut Meranovo bei Maribor 2013, ehemals Weingut Pickern

Im Jahre 1822 starb Johanns Onkel Albert von Sachsen-Teschen, der ihn in seinem Testament mit 200.000 Gulden bedachte. Nun konnte er sein landwirtschaftliches Mustergut Brandhof bei Mariazell ausbauen, er erwarb in Vordernberg ein Radwerk und wurde somit Eisengewerker. 1837 kaufte er ein zweites Vordernberger Radwerk. Er setzte 1829 bei den übrigen Radmeistern die Neugründung der Vordernberger Radmeisterkommunität durch. Unter dem maßgeblichen Einfluss von Erzherzog Johann wurden der Erzabbau und die Erzförderung auf dem steirischen Erzberg reorganisiert und modernisiert. Durch den Erwerb einer Blechfabrik in Krems bei Voitsberg (1848) und von Kohlegruben bei Köflach wurde er auch zum Fabrikanten und Kohlengewerken.
1840 kaufte er die Herrschaft Stainz, wo man ihn 1850 auch zum ersten frei gewählten Bürgermeister kürte. Bereits 1822 hatte er in Bergenthal (heute  Vrhov Dol) bei Marburg an der Drau in der Untersteiermark ein Weingut gekauft, wo er in einem Musterweingarten rheinische Reben anpflanzen ließ. Von den angebauten Weinsorten setzten sich Sauvignon Blanc und Chardonnay (in der Steiermark als Morillon bezeichnet) durch, beide Weinsorten gelten heute als Leitsorten in der Steiermark. 2021 wurden 763,26 Hektar Sauvignon Blanc und 353,06 Hektar Morillon angebaut. Mit dem Erwerb von Schloss Stainz fokussierte sich die Anstrengung Johanns von Österreich auf den Anbau des Blauen Wildbachers (in der Steiermark als Schilcher bekannt), der noch immer mit einer Anbaufläche von 478,54 Hektar im Jahr 2021 als eine der führenden steirischen Weinsorten gilt.
Sein Wirken in der Untersteiermark ist durch die Ereignisse im 20. Jahrhundert weitgehend in Vergessenheit geraten, obwohl er durch die Förderung von Verkehrswegen – den Bau der Steinbrücke über die Sann (1826) oder die Verbindungsstraße von Windischgraz nach Schallthal (1830) – wesentlich zur Erschließung der Region beigetragen hat und dafür von der Bevölkerung gefeiert worden ist, die ihm auch mehrere Denkmäler errichtet hat. Muster- und Versuchshöfe betrieb er auch am Brandhof, in Stainz und auch in Graz (im Bereich der heutigen Annenstraße nahe dem späteren Stationsplatz Gratz (heute Hauptbahnhof)).
Beeindruckt von den Dampfmaschinen, die er bei seinem Englandbesuch 1815 kennengelernt hatte (Erzherzog Johann bereiste 1815 und 1816 England, um die Errungenschaften der englischen Industrie zu erkunden, und wurde von James Watt in Birmingham empfangen), trat er vehement für den Eisenbahnausbau ein. Bereits 1825 schlug er Hofkanzler Franz Josef von Saurau detailliert eine Eisenbahnverbindung von Budweis bis Triest vor.
Besonders erwähnenswert ist die Durchsetzung der Trassierung der Südbahn von Wien nach Triest über den Semmering und durch die Mur-Mürz-Furche nach Graz. Der steirische Abschnitt von Mürzzuschlag nach Graz wurde daher im Volksmund auch Erzherzog-Johann-Bahn genannt. Auch die ab 1855 erbaute und 1860 eröffnete Graz-Köflacher Bahn ist aus einer Johanneischen Anregung hervorgegangen. Die Trassenführung dieser Bahnlinie (Köflacherbahn), welche die Köflacher Kohlereviere und auch Johanns Blechfabrik in Krems mit der Landeshauptstadt Graz und damit mit der Südbahn verbindet, hat er persönlich bestimmt.
Johanns Volksverbundenheit fand ihren Ausdruck nicht zuletzt auch in einer ganzen Reihe von Liedern über ihn. Der 1830 entstandene Erzherzog-Johann-Jodler („Wo i geh und steh“), Text von Anton Schosser, wird auch heute noch oft gesungen. Darüber hinaus gibt es noch mindestens drei Dutzend Erzherzog-Johann-Lieder, wovon manche – etwa jene, die seine Rolle in den Franzosenkriegen oder als Reichsverweser zum Inhalt haben – auch durchaus kritisch sind.
Zum Gedenken wurde nach seinem Ableben ein großangelegter Brunnen in der Mitte des Grazer Hauptplatzes errichtet, auf dem eine überlebensgroße Statue des Erzherzogs steht. Die vier Frauenfiguren zu seinen Füßen, die gleichzeitig den Brunnen mit Wasser speisen, symbolisieren die vier Hauptflüsse der damaligen Steiermark: Mur, Enns, Drau und Sann. Enthüllt wurde das von Franz Pönninger geschaffene Monument am 8. September 1878 in Anwesenheit des Kaisers Franz Joseph höchstpersönlich. Eine der Inschriften am Sockel stammt vom österreichischen Dichter Anastasius Grün und lautet: „Unvergeßlich lebt im Volke, wer des Volkes nie vergaß.“
Der Publizist Gerfried Sperl urteilt über Erzherzog Johanns Wirken in der Steiermark:

„Insgesamt hat dieser Habsburger in der Steiermark ein Klima geschaffen, dessen innovativer Grundzug auch heute noch beispielgebend ist. […] Erzherzog Johann wurde zu einer Marke. Das wusste er nicht, aber er tat alles in diesem Sinne.“

## Johann als Reichsverweser (1848–1849)
Die Revolution von 1848 führte zur Wahl der Frankfurter Nationalversammlung, des ersten gesamtdeutschen Parlaments. Die Nationalversammlung übernahm vom Bundestag die Aufgabe, Deutschland eine Exekutive zu geben. Die Provisorische Zentralgewalt, die vorläufige deutsche Regierung, wurde am 28. Juni 1848 eingerichtet. Zum Staatsoberhaupt wählte die Nationalversammlung am Tag darauf Johann, der den Titel Reichsverweser erhielt. Eine Deputation der Nationalversammlung machte sich auf den Weg nach Wien, um Johann davon zu benachrichtigen. Anfang Juli nahm Johann die Ehre an, am 11. Juli zog er unter großem Jubel in Frankfurt ein. Johanns Wahl fand viel Zustimmung: Die Monarchisten stimmten zu, da er Fürst war, die Großdeutschen, da er Österreicher war, der Linken war er genehm, weil er als volkstümlich galt. Überhaupt war der Erzherzog ein Gegner Metternichs gewesen.
Der Reichsverweser war provisorisches Oberhaupt des Deutschen Reiches, eines Staates, der noch in der Entstehung war. Die Rolle des Reichsverwesers war es, die Reichsminister zu ernennen und zu entlassen. Außerdem unterschrieb er die Reichsgesetze. Nach der gewaltsamen Niederschlagung der deutschen Revolution übertrug er am 20. Dezember 1849 seine Befugnisse der Bundeszentralkommission.

## Vom Reichsverweser zum Bürgermeister (1850–1858)
Seine Rückkehr aus Frankfurt führte ihn nach zwei Jahren Abwesenheit wieder nach Stainz, wo er am 23. Juli 1850 zum ersten Bürgermeister gewählt wurde. Erst- und einmalig in Österreich wurde ein Mitglied des Kaiserhauses zum Bürgermeister einer kleinen Marktgemeinde gewählt. Er übte dieses Amt, in Abwesenheit durch den Marktrichter Georg Ensbrunner vertreten, bis Ende 1858 aus. In den 1860er-Jahren folgte Großherzog Leopold II. in Böhmen Johanns Vorbild und wurde zum Bürgermeister der böhmischen Stadt Schlackenwerth gewählt.

## Weitere Funktionen, Engagements und Initiativen

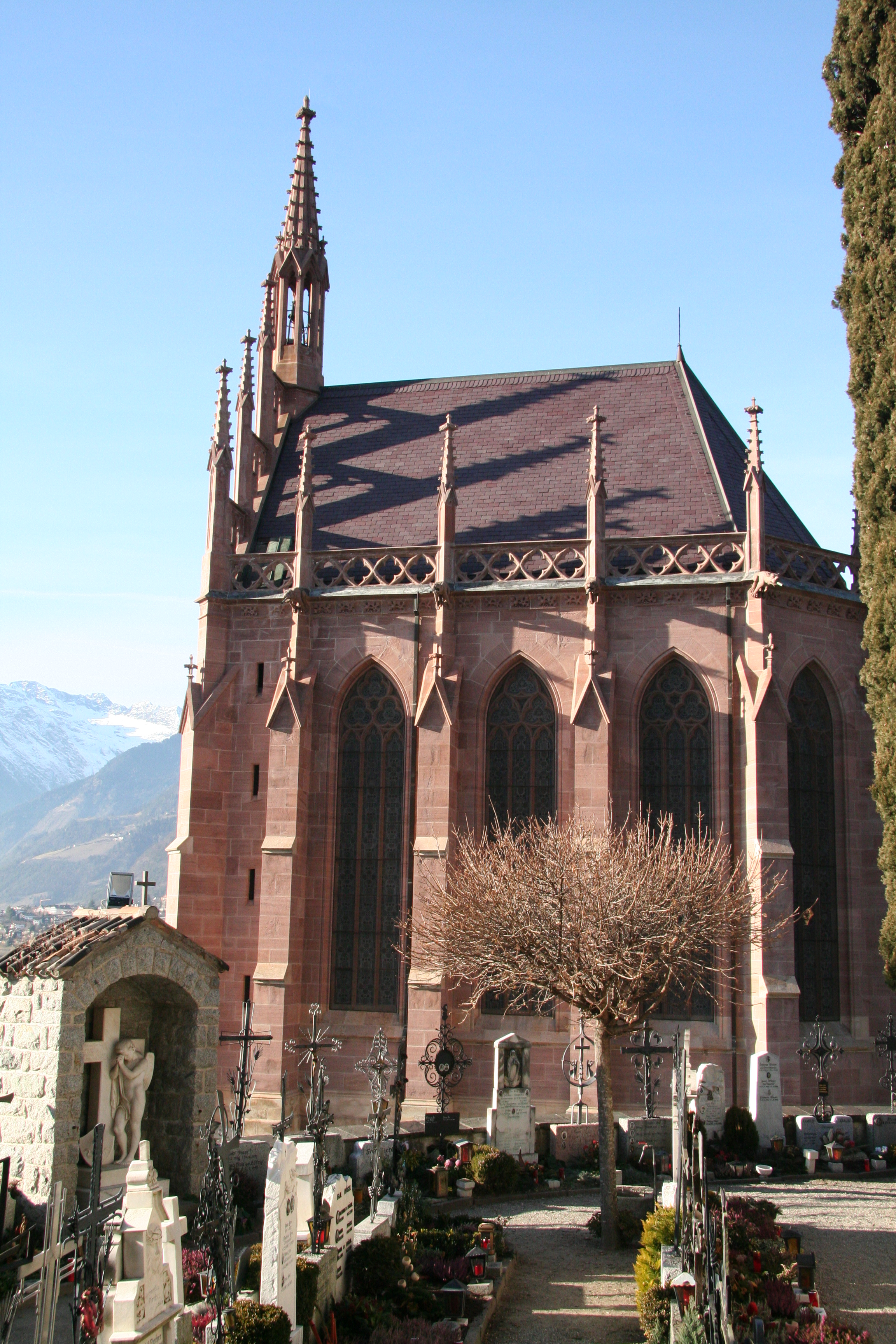
Mausoleum des Erzherzogs Johann in Schenna, Südtirol

- Von den Nöten der einfachen Menschen beeindruckt, erließ er eine Dienstbotenordnung zugunsten der Mägde und Knechte und bewirkte die Einrichtung einer Bruderlade (Knappschaftskasse) für die Knappen und Hüttenleute im obersteirischen Eisenbergbau in Vordernberg. Auf ihn gehen ein Männer-Kranken- und Leichen-Unterstützungs-Verein und das nach seiner Frau benannte Anna-Kinderspital in Graz zurück,[38] er bemühte sich im Seuchenjahr 1831 um effektivere Seuchenbekämpfung, und setzte sich für einvernehmliche Grundablösen ein, welche die Bauern besserstellten, obwohl diese Ablösen ihn als Grundbesitzer persönlich betrafen.[39]
- Am 2. Juli 1846 wurde er vom Kaiser zum Kurator der Akademie der Wissenschaften ernannt, deren erste Sitzung er am 2. Feber 1848 durch eine Ansprache eröffnete.[40] Er revidierte deren Statuten und setzte als eine wesentliche Forderung die Freiheit der Erörterung in Rede und Schrift für die Mitglieder der Akademie durch, womit er die strenge Zensur im Österreich des Vormärz durchlöcherte.[41] Genehmigung und Gründung erfolgten am 14. Mai 1847.

## Nachkommen
Johann von Österreich heiratete am 18. Februar 1829 in Gußwerk bei Mariazell Anna Plochl (morganatische Ehe). Sie hatten einen gemeinsamen Sohn:
- Franz von Meran (voller Name: Franz Ludwig Johann Baptist Graf von Meran, Freiherr von Brandhofen): * 11. März 1839; † 27. März 1891; ⚭ Theresia von Lamberg (1862)

## Vorfahren
| Ahnentafel von Johann von Österreich | Ahnentafel von Johann von Österreich                                                              | Ahnentafel von Johann von Österreich                                                              | Ahnentafel von Johann von Österreich                                                             | Ahnentafel von Johann von Österreich                                                                            | Ahnentafel von Johann von Österreich                                         | Ahnentafel von Johann von Österreich                                             | Ahnentafel von Johann von Österreich                                                            | Ahnentafel von Johann von Österreich                                                        |
| ------------------------------------ | ------------------------------------------------------------------------------------------------- | ------------------------------------------------------------------------------------------------- | ------------------------------------------------------------------------------------------------ | --- | ---------------------------------------------------------------------------- | -------------------------------------------------------------------------------- | ----------------------------------------------------------------------------------------------- | ------------------------------------------------------------------------------------------- |
| Ururgroßeltern                       | Herzog Karl V. Leopold (1643–1690) ⚭ 1678 Eleonore von Österreich (1653–1697)                     | Philipp I. von Bourbon (1640–1701) ⚭ 1671 Liselotte von der Pfalz (1652–1722)                     | Kaiser Leopold I. (1640–1705) ⚭ 1676 Eleonore Magdalene von Pfalz-Neuburg (1655–1720)            | Herzog Ludwig Rudolf von Braunschweig-Wolfenbüttel (1671–1735) ⚭ 1690 Christine Luise von Oettingen (1671–1747) | Ludwig von Frankreich (1661–1711) ⚭ 1680 Maria Anna von Bayern (1660–1690)   | Odoardo II. Farnese (1666–1693) ⚭ 1690 Dorothea Sophie von der Pfalz (1670–1748) | König August II. (1670–1733) ⚭ 1693 Christiane Eberhardine von Brandenburg-Bayreuth (1671–1727) | Kaiser Joseph I. (1678–1711) ⚭ 1699 Wilhelmine Amalie von Braunschweig-Lüneburg (1673–1742) |
| Urgroßeltern                         | Herzog Leopold Joseph von Lothringen (1679–1729) ⚭ 1698 Élisabeth Charlotte d’Orléans (1676–1744) | Herzog Leopold Joseph von Lothringen (1679–1729) ⚭ 1698 Élisabeth Charlotte d’Orléans (1676–1744) | Kaiser Karl VI. (1685–1740) ⚭ 1708 Elisabeth Christine von Braunschweig-Wolfenbüttel (1691–1750) | Kaiser Karl VI. (1685–1740) ⚭ 1708 Elisabeth Christine von Braunschweig-Wolfenbüttel (1691–1750)                | König Philipp V. (1683–1746) ⚭ 1714 Elisabetta Farnese (1692–1766)           | König Philipp V. (1683–1746) ⚭ 1714 Elisabetta Farnese (1692–1766)               | König August III. (1696–1763) ⚭ 1719 Maria Josepha von Österreich (1699–1757)                   | König August III. (1696–1763) ⚭ 1719 Maria Josepha von Österreich (1699–1757)               |
| Großeltern                           | Kaiser Franz I. Stephan (1708–1765) ⚭ 1736 Maria Theresia (1717–1780)                             | Kaiser Franz I. Stephan (1708–1765) ⚭ 1736 Maria Theresia (1717–1780)                             | Kaiser Franz I. Stephan (1708–1765) ⚭ 1736 Maria Theresia (1717–1780)                            | Kaiser Franz I. Stephan (1708–1765) ⚭ 1736 Maria Theresia (1717–1780)                                           | König Karl III. (1716–1788) ⚭ 1738 Maria Amalia von Sachsen (1724–1760)      | König Karl III. (1716–1788) ⚭ 1738 Maria Amalia von Sachsen (1724–1760)          | König Karl III. (1716–1788) ⚭ 1738 Maria Amalia von Sachsen (1724–1760)                         | König Karl III. (1716–1788) ⚭ 1738 Maria Amalia von Sachsen (1724–1760)                     |
| Eltern                               | Kaiser Leopold II. (1747–1792) ⚭ 1765 Maria Ludovica von Spanien (1745–1792)                      | Kaiser Leopold II. (1747–1792) ⚭ 1765 Maria Ludovica von Spanien (1745–1792)                      | Kaiser Leopold II. (1747–1792) ⚭ 1765 Maria Ludovica von Spanien (1745–1792)                     | Kaiser Leopold II. (1747–1792) ⚭ 1765 Maria Ludovica von Spanien (1745–1792)                                    | Kaiser Leopold II. (1747–1792) ⚭ 1765 Maria Ludovica von Spanien (1745–1792) | Kaiser Leopold II. (1747–1792) ⚭ 1765 Maria Ludovica von Spanien (1745–1792)     | Kaiser Leopold II. (1747–1792) ⚭ 1765 Maria Ludovica von Spanien (1745–1792)                    | Kaiser Leopold II. (1747–1792) ⚭ 1765 Maria Ludovica von Spanien (1745–1792)                |
| Johann von Österreich                |                                                                                                   |                                                                                                   |                                                                                                  | |                                                                              |                                                                                  |                                                                                                 |                                                                                             |

## Ehrungen

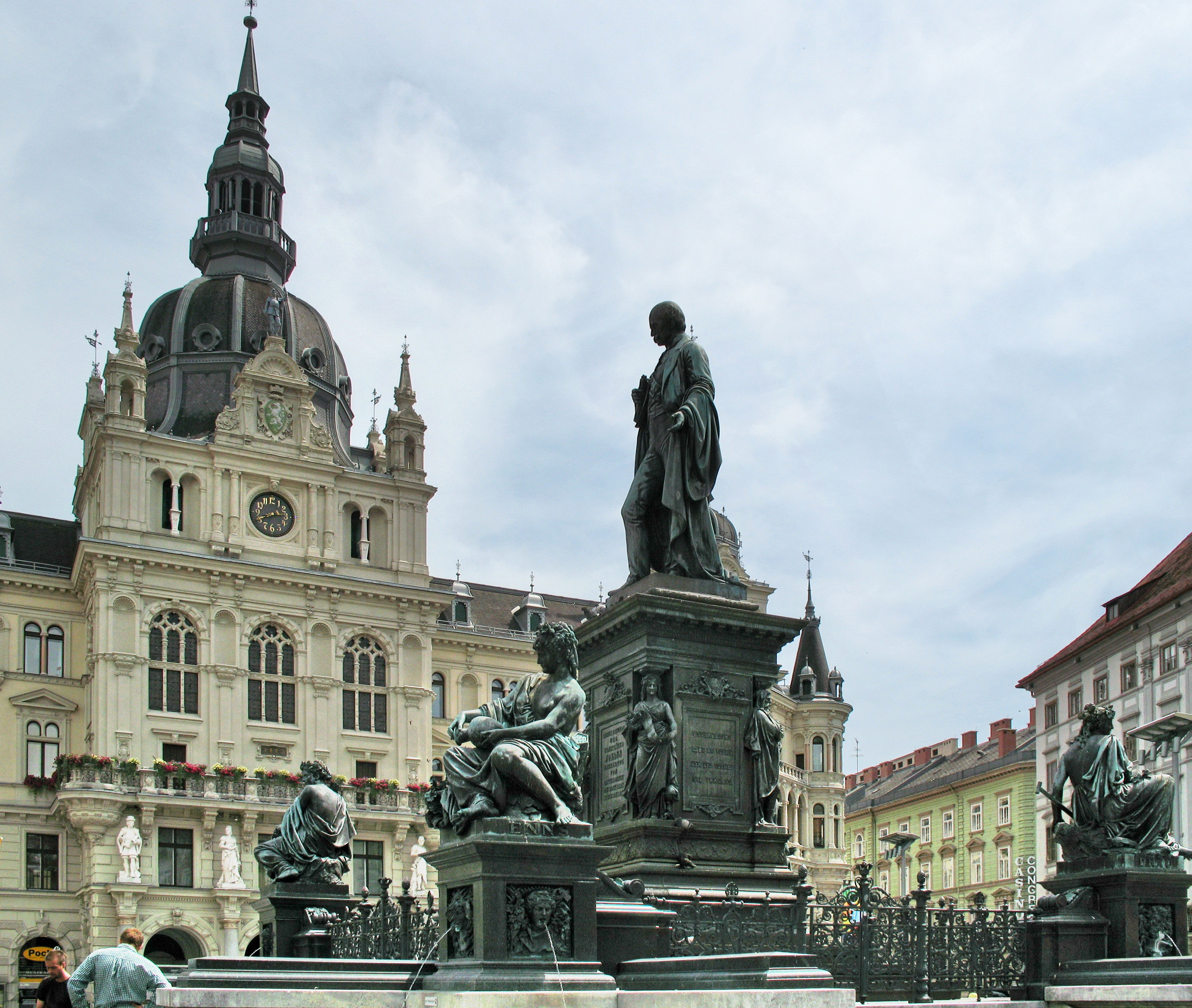
Grazer Hauptplatz mit Erzherzog-Johann-Denkmal

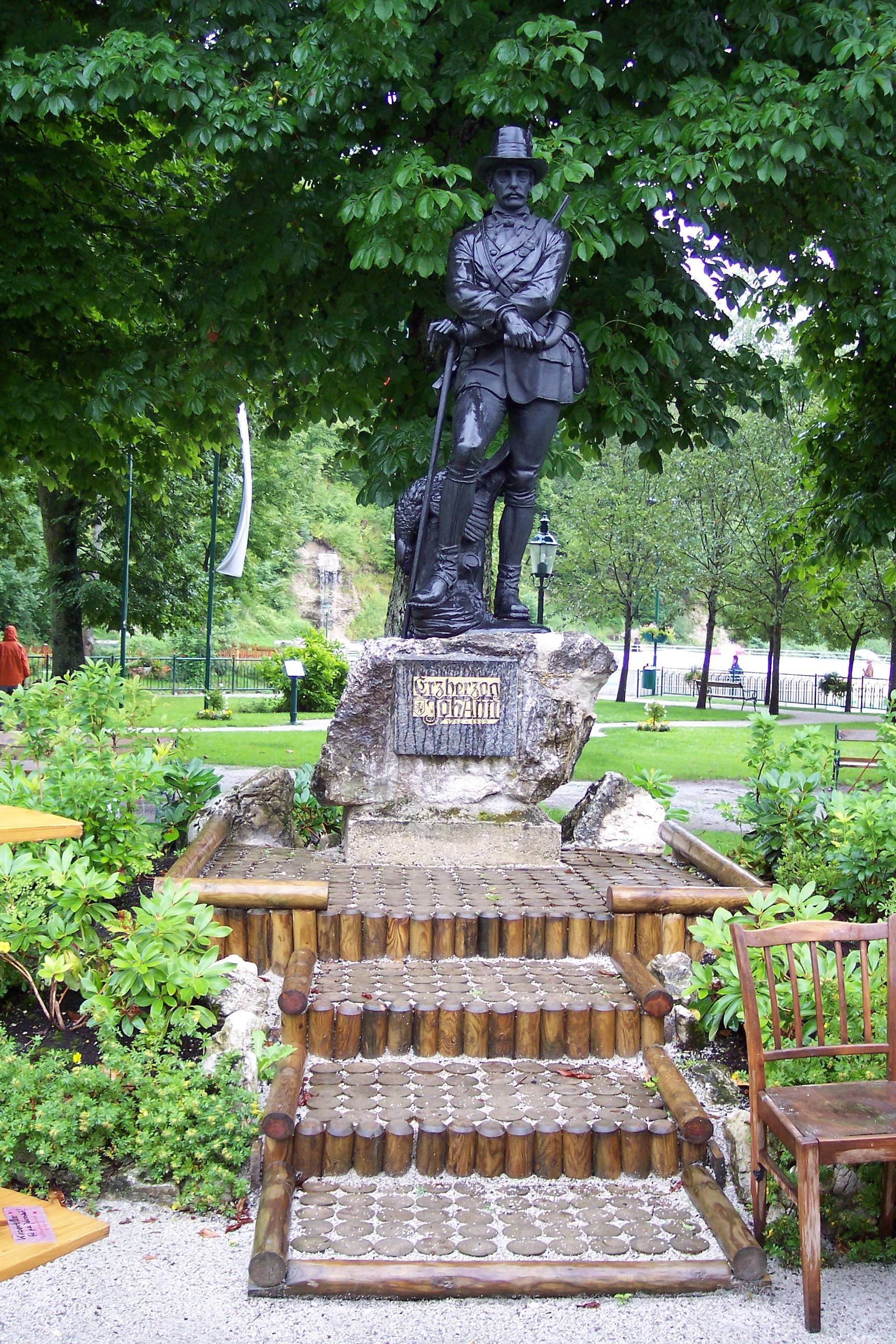
Denkmal für Erzherzog Johann in Bad Aussee, Steiermark

- 1792: Ritter des Ordens vom Goldenen Vlies[4]
- 1801: Von der Leopoldinischen Universität Innsbruck wurde er zum beständigen Rektor (Rector magnificentissimus) erwählt.[1]
- 1803: Carl Ludwig Willdenow benennt eine Pflanzengattung Johannia aus der Familie der Korbblütler (Asteraceae) nach ihm.[42]
- 1805: Oberdirektor der Theresianischen Kadetten-Akademie in Wiener Neustadt[4]
- 1809: Verleihung des Kommandeurkreuzes des militärischen Militär-Maria-Theresien-Ordens.[1]
- Verleihung des Großkreuzes des Maria-Theresien-Ordens.[1]
- 1809: Inhaber des Großkreuzes des Leopold-Ordens[4]
- 1815 wurde er zum Ehrenmitglied der Bayerischen Akademie der Wissenschaften ernannt.
- Am 4. Dezember 1815 wurde ihm das Ehrendoktorat der Universität (College) von Edinburgh verliehen.[43]
- 1815: Ehrenmitglied der Zaristischen Gesellschaft der Naturforscher in Moskau[4]
- 1819: Benennung des Johannisbrunnen-Heilwassers nach Erzherzog Johann
- 1830: Ein von Haidinger erstbeschriebes Mineral erhielt ihm als Gründer des steirischen Landesmuseum Joanneum zu Ehren den Namen Johannit.
- Am 9. September 1835 wurde ihm der Schwarze Adlerorden verliehen
- 1847: Präsident der Gesellschaft Deutscher Land- und Forstwirte[4]
- Durch seine Leidenschaft zum Bergsteigen, etwa die versuchte Erstbesteigung des Großvenedigers, sind heute etwa die Erzherzog-Johann-Hütte (Adlersruhe) am Großglockner oder das Erzherzog-Johann-Kohlröschen (Nigritella archiducis-joannis), eine Orchideenart der Bergwiesen, nach ihm benannt.
- 1959 und 1982 waren ihm jeweils eine Steirische Landesausstellung gewidmet, wozu es auch je eine Briefmarke mit dem Abbild des Erzherzogs durch die Österreichische Post gegeben hat.
- 1959 wurde eine 25-Schilling-Silbergedenkmünze mit seinem Abbild geprägt.[44]
- 1959: Erzherzog-Johann-Forschungspreis des Landes Steiermark
- 1982: An der Südseite der Paulskirche in Frankfurt am Main erinnert ein 1982 von der Stadt Graz gestiftetes Denkmal an Erzherzog Johann als Reichsverweser.[45]
- 1994 wurde eine 100-Schilling-Silbergedenkmünze mit seinem Abbild geprägt.[46]
- 1997 Benennung des Erzherzog-Johann-Platzes in Wien-Wieden (4. Bezirk).
- Den Namen Erzherzog Johanns tragen in der Steiermark zahlreiche Schulen, Straßen, Hotels und diverse kommerzielle Produkte, im Besonderen das Universalmuseum Joanneum und die Erzherzog-Johann-Universität (TU Graz), die beide auf Erzherzog Johann zurückgehen, sowie die Forschungsgesellschaft Joanneum Research und die Fachhochschule Joanneum.
- Die Erzeugergemeinschaft „Erzherzog Johann Weine“ wurde nach Johann von Österreich benannt.[47]

## Sonstiges
- Erzherzog Johann war ab 1795 Inhaber des Dragonerregiments Nr. 1.[48]
- Erzherzog Johann war lange Zeit Oberbefehlshaber des steirischen Hausregiments, des Infanterieregiments Nr. 27 „König der Belgier“, das in allen österreichischen Kriegen des 19. Jahrhunderts an vorderster Front eingesetzt worden war.[49]
- Um 1831 ließ Erzherzog Johann als großer Freund von Gastein, Sommerfrischler, Jäger und  Alpinist ein Jagdhaus im Kötschachtal bauen, das bald auch anderen Wanderern und Bergsteigern als Unterkunft diente. Daraus wurde später das Hotel Grüner Baum.[50]
- Die 100. Lokomotive, die in der Maschinenfabrik der k.k. priv. Staatseisenbahn-Gesellschaft, welche er am 21. April 1840 eröffnet hatte, fertiggestellt worden war und als Wolfsberg an die k.k. südliche Staatsbahn ausgeliefert werden sollte, wurde 1848 zu Ehren des beliebten Prinzen „Reichsverweser“ genannt.[51]
- Weitere Dampflokomotiven mit Bezug zu Erzherzog Johann sind die 1842 gebauten „Brandhof I und II“.[52]
- Sein ehemaliges Grazer Stadtpalais, das Palais Meran, 1841–1843 von Georg Hauberrisser sen. errichtet, blieb bis 1938 im Besitz der Familie. Es ist heute Teil der Universität für Musik und darstellende Kunst Graz und eine Veranstaltungsstätte für Theater, Kino und Tagungen.[53]
- Die an den Park des Palais Meran angrenzende Gasse heißt Brandhofgasse und eine unweit davon liegende Nord-Süd-Verbindungsstraße ist zu Ehren des Sohnes von Erzherzog Johann Merangasse genannt.
- Der Brandhof mit einem Jagdrevier von 980 Hektar, das Schloss Stainz mit Wald- und Grundflächen von 1940 Hektar und Schloss Schenna bei Meran in Südtirol befinden sich bis heute im Besitz der Familie Meran.
- Der Dirigent Nikolaus Harnoncourt (1929–2016) war ein Ururenkel Erzherzog Johanns.[54]

## Ausstellungen
- 2015: Von der Schönheit der Natur. Die Kammermaler Erzherzog Johanns. Albertina, Wien[55]

## Spielfilme über Erzherzog Johann
1928 hatte Max Neufeld dem „volksverbundenen“ Erzherzog Johann, mit Igo Sym in der Hauptrolle, unter dem Titel Erzherzog Johann filmisch ein Denkmal gesetzt. Der Verleihtitel dieses Filmes in Deutschland lautete Herzog Hansl.
Der 1950 gedrehte publikumswirksame Film Erzherzog Johanns große Liebe mit O. W. Fischer und Marte Harell in den Hauptrollen, löste eine Welle von historisierenden Habsburgerfilmen aus. Für Fischer war dieser Film der Durchbruch zum deutschsprachigen Filmstar.
2009 wurde die Liebesgeschichte von Erzherzog Johann und Anna Plochl erneut unter dem Titel Geliebter Johann Geliebte Anna (alternativer Titel: Anna und der Prinz) mit Tobias Moretti und Anna Maria Mühe in den Titelrollen für das ZDF verfilmt.

## Siehe auch

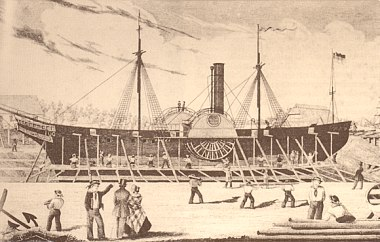
Erzherzog Johann (Schiff)

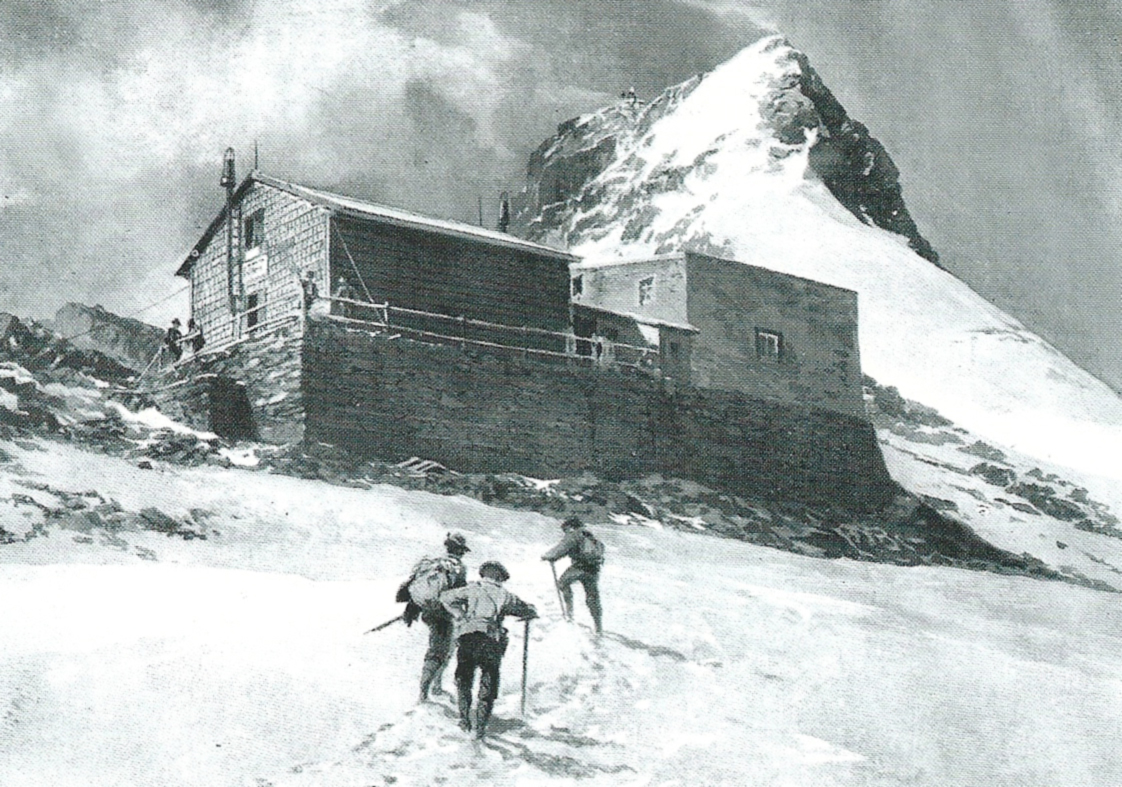
Erzherzog-Johann-Hütte